# Meteora (Grækenland)
Meteora  (græsk: Μετέωρα, udtalt [meˈteora]) er et bjergområde i det centrale Grækenland, der er hjemsted for et af de største og vigtigste komplekser af klostre for østlige ortodokse kirke, kun overgået af Athos-bjerget. De seks (af de oprindeligt 24) klostre er bygget på enorme naturlige klippesøjler og bakkelignende afrundede stenblokke, der dominerer området. Det ligger i nærheden af byen Kalabaka ved den nordvestlige ende af den Thessaliske slette nær Pineios-floden og Pindus-bjergene.
Meteora er medtaget på UNESCOs verdensarvsliste under kriterierne I, II, IV, V og VII.
Navnet betyder "ophøjet", "forhøjet" og er etymologisk relateret til meteor.

## Geologi
Området ligger op til Pindos-bjergene, i den vestlige periferi Thessalien. Deres usædvanlige form er ikke let at forklare geologisk. De er ikke af hård vulkansk sten, der er typisk andre steder, men klipperne er sammensat af en blanding af sandsten og konglomerat.
Konglomeratet blev dannet af aflejringer af sten, sand og mudder fra vandløb, der strømmer ind i et delta ved kanten af en sø gennem millioner af år. For omkring 60 millioner år siden i Paleogen-perioden skubbede en række jordbevægelser havbunden opad og skabte et højt plateau og forårsagede mange lodrette forkastninger i det tykke lag af sandsten. De store stensøjler blev derefter dannet af forvitring af vand, vind og ekstreme temperaturer på de lodrette fejl. Det er usædvanligt, at denne konglomeratdannelse og forvitringstype er begrænset til et relativt begrænset område inden for den omgivende bjergformation.
Denne type bjergdannelse og forvitringsproces er sket mange andre steder lokalt og i hele verden, men det, der gør Meteoras udseende specielt, er ensartetheden af de sedimentære stenbestanddele, der er deponeret over millioner af år, hvilket efterlader få tegn på lodret lagdeling, og den pludselige lodrette forvitring.
Hulen i Theopetra ligger 4 kilometer fra Kalambaka. Den er unik ud fra et arkæologisk perspektiv, ved det at et enkelt sted indeholder fund fra to meget betydningsfulde kulturelle overgange: udskiftning af neandertalere med moderne mennesker og senere overgangen fra jægere og samlere til landbrug efter afslutningen af den sidste istid. Hulen består af et enormt 500 m2 stort rektangulært kammer ved foden af en kalkstenbakke, der stiger mod nordøst over landsbyen Theopetra, med en 17 meter bred, tre meter høj indgang. Den ligger ved foden af Chasia-bjergkæden, der danner den naturlige grænse mellem periferierne Thessalien og Makedonien, mens Lithaios-floden, en biflod til Pineios-floden, løber foran hule, hvilket betød, at huleboere altid havde let adgang til frisk, rent vand.
Udgravninger og forskning og har opdaget forstenede kiselalger, som har bidraget til forståelsen af Palaeo-klimaet og klimaændringerne. Kulstof 14-datering viser menneskelig tilstedeværelse, der går 50.000 år tilbage. Hulen plejede at være åben for offentligheden, men er i øjeblikket lukket på ubestemt tid for sikkerhedsinspektioner.

## Historie

### Oldtidshistorie
Huler i nærheden af Meteora blev beboet kontinuerligt for mellem 50.000 og 5.000 år siden. Det ældste kendte eksempel på en bygget struktur, en stenmur, der blokerede to tredjedele af indgangen til Theopetra-hulen, blev bygget for 23.000 år siden, sandsynligvis som en barriere mod kolde vinde - Jorden oplevede en istid på det tidspunkt - og mange paleolitiske og neolitiske artefakter fra menneskelig bosættelse er fundet i hulerne.
Meteora er ikke nævnt i klassiske græske myter eller i den antikke græske litteratur. De første mennesker, der blev dokumenteret for at bo i Meteora efter den neolitiske periode, var en asketisk gruppe af eremitmunke, der i det niende århundrede e.Kr. flyttede op i området. De boede i huler og sprækker i klippetårnene, nogle helt op til 550 meter over sletten. Denne store højde kombineret med klippevæggenes skarphed holdt alle undtagen de mest beslutsomme besøgende væk. Oprindeligt førte eremitterne et liv i ensomhed og mødtes kun søndage og specielle dage for at tilbede og bede i et kapel bygget ved foden af en klippe kendt som Dhoupiani.
Allerede i det ellevte århundrede tog munkene grotterne i Meteora i brug. Der blev imidlertid ikke bygget klostre før det fjortende århundrede, da munkene søgte et sted at gemme sig, i lyset af et stigende antal tyrkiske angreb på Grækenland. På dette tidspunkt skete adgangen til toppen via aftagelige stiger eller ankerspil. I dag er det meget enklere at komme op der på grund af trin, der er hugget ind i klippen i 1920'erne. Af de 24 klostre fungerer kun seks (fire for mænd, to for kvinder), hvor hver bolig er mindre end ti personer.

### Klostre
Den nøjagtige tid for oprettelsen af klostrene er ukendt. I slutningen af det ellevte og tidlige tolvte århundrede var der dannet en rudimentær klostertilstand kaldet Skete of Stagoi og var centreret omkring den stadig stående kirke Theotokos (Guds Moder).  Ved slutningen af det tolvte århundrede havde et asketisk samfund samlet sig i Meteora.
I 1344 bragte Athanasios Koinovitis fra Athos-bjerget en gruppe tilhængere til Meteora. Fra 1356 til 1372 grundlagde han det store Meteoron-kloster på Broadklippen, som var perfekt for munkene; de var sikre mod politisk omvæltning og havde fuldstændig kontrol med indgangen til klosteret. Det eneste middel til at nå det var ved at klatre op på en lang stige, som blev trukket op, når munkene følte sig truede. 
I slutningen af det fjortende århundrede blev det byzantinske imperiums regeringstid over det nordlige Grækenland i stigende grad truet af tyrkiske besættere, der ønskede kontrol over den frugtbare slette i Thessalien. Eremitmunke, der søgte et tilbagetog fra den ekspanderende tyrkiske besættelse, fandt i de utilgængelige klippesøjler i Meteora et ideelt tilflugtssted. Mere end 20 klostre blev bygget, begyndende i det fjortende århundrede. Seks er tilbage i dag.
I 1517 byggede Theophanes klostret Varlaam, som blev kendt for at huse St. Johns finger og St. Andrews skulderblad.
Adgang til klostrene var oprindeligt (og bevidst) vanskelig og krævede enten lange stiger, der var låst sammen, eller store net, der blev brugt til at trække både varer og mennesker op. Med ord fra UNESCO, "Nettet, hvor frygtløse pilgrimme blev hejst lodret op langs 373 meter klippe, hvor Varlaam-klosteret dominerer dalen, symboliserer skrøbeligheden i en traditionel livsstil, der er truet af udryddelse." 
Indtil det syttende århundrede var det primære middel til at transportere varer og mennesker til og fra, kurve og reb.
I 1921 besøgte dronning Marie af Rumænien Meteora og blev den første kvinde, der nogensinde har fået adgang til det store Meteoron-kloster.
I 1920'erne var der en forbedring af arrangementerne. Der blev skåret trin i klippen, hvilket gjorde komplekset tilgængeligt via en bro fra det nærliggende plateau. Under Anden Verdenskrig blev stedet bombet, og mange kunstskatte blev stjålet.

## Liste over klostre
På deres højdepunkt i det sekstende århundrede var der 24 klostre under den ortodokse kirke ved Meteora i Grækenland. Meget af arkitekturen i disse bygninger er af athonitisk oprindelse. I dag er der seks, der stadig fungerer, mens resten stort set er i ruiner. De ligger på høje klipper og er nu tilgængelige via trapper og stier, der er skåret ind i klippeformationerne.
Af de seks fungerende klostre er det hellige kloster St. Stephen og det hellige kloster Roussanou beboet af nonner, mens resten er beboet af munke. Den samlede klosterpopulation af Meteora-klostrene i 2015 var 56, bestående af 15 munke i fire klostre og 41 nonner i to klostre. Klostrene er nu turistattraktioner.
| Billede | Kloster |
| ------- | --- |
|         | Klostret Great Meteoron - Dette er det største af klostrene ved Meteora, selvom der i 2015 kun boede tre munke. Det blev rejst i midten af det fjortende århundrede og var genstand for restaurerings- og udsmykningsprojekter i 1483 og 1552. En bygning fungerer som det vigtigste museum for turister. Katholikon (hovedkirken), indviet til ære for Jesu forvandling, blev rejst i midten af det fjortende århundrede og 1387/88 og dekoreret i 1483 og 1552.                                                                            |
|         | Klostret i Varlaam - Klostret i Varlaam er det næststørste kloster i Meteora-komplekset, og havde i 2015 det største antal munke (syv) af klostrene for mænd. Det blev bygget i 1541 og dekoreret i 1548. En kirke, dedikeret til alle hellige, er en korskirke med kuppel og kor, med rummelig exonarthex er omgivet af en kuppel. Det blev bygget i 1541-42 og dekoreret i 1548, mens exonarthex blev dekoreret i 1566. Den gamle refleks er brugt som museum, mens der nord for kirken er et sidekapel bygget i 1627 og dekoreret i 1637. |
|         | Klosteret Rousanou / St. Barbara blev grundlagt i midten af det sekstende århundrede og dekoreret i 1560. I dag er det et blomstrende kloster med 13 nonner boende i 2015. |
|         | Skt. Nicholas Anapausas-klosteret, bygget i det sekstende århundrede, har en lille kirke, dekoreret i 1527 af den kendte kretensiske maler, Theophanis Strelitzas. Der boede en munk i 2015. |
|         | St. Stephen-klosteret har en lille kirke bygget i det sekstende århundrede og dekoreret i 1545. Dette kloster hviler på sletten snarere end på en klippe. Det blev raseret af nazisterne under Anden Verdenskrig, der troede, at det husede oprørere, hvorefter det blev opgivet. Klosteret blev overdraget til nonner i 1961, og de har rekonstrueret det til et blomstrende kloster med 28 nonner boende i 2015. |
|         | Den Hellige Treenighedskloster ligger oven på klipperne. Det blev bygget i 1475 og blev ombygget i 1684, 1689, 1692, 1741. Der var fire munke der boede der i 2015. |

## Galleri
- Meteora i de tidlige morgentimer
- Klostrene Rousanou, Nikolaos og Grand Meteora
- Rousanou-klosteret
- Panorama over Meteora-dalen
- Panoramaudsigt ved Meteora-dalen
- Panoramaudsigt ved klostret Varlaam
- Panoramaudsigt ved klostret Roussanou
- Panoramaudsigt ved klostre Varlaam og Grand Metereon.

## I populærkulturen
- Klosteret Holy Trinity var et filmlocation for James Bond- filmen 1981 For Your Eyes Only . [20]
- Filmen Boy on a Dolphin fra 1957 er delvist optaget i Meteora. [21] Clifton Webbs karakter besøger Meteora og går op til Holy Trinity-klosteret for at undersøge biblioteket.
- Scener fra Tintin og den gyldne fleece blev også skudt i Meteora-klostrene.
- Michina, hovedindstillingen af filmen Pokémon: Arceus and the Jewel of Life er baseret på Meteora.
- Meteora er det vigtigste sted i fiktionsbogen The Spook's Sacrifice, af Lancashire-forfatteren Joseph Delaney .
- En af de overlevende karakterer i Max Brooks 'zombieapokalypseroman, " Verdenskrig Z " finder tilflugt og ro i sindet i klostrene under og efter zombiekrigen.
- Filmen Meteora fra 2012 instrueret af Spiros Stathoulopoulos ligger i klostrene og landskabet i Meteora.
- Den primære placering og navn på bind 3 i tegneserieserien "Le Décalogue" af den franske forfatter Frank Giroud er baseret på Meteora.
- Call of Duty: Modern Warfare 3 Map "Sanctuary" ligger i klostrene i Meteora.
- Albummet fra 2003 fra Linkin Park tager sit navn fra stedet.
- Klostrene var et filmsted for actionfilmen Sky Riders fra 1976.[22] med Susannah York, James Coburn og Robert Culp i hovedrollen.
- I The Young Indiana Jones Chronicles-episoden "Travels with Father" besøger Indiana og hans far Meteora.
- Meteora tjente som en inspiration for Eyrie i Game of Thrones tv-serien.[23]
- Designet af Elysium-riget i The Fate of Atlantis, der kan downloades kapitel af Assassin's Creed Odyssey, blev inspireret af Meteoras geologi.
- Meteora var placeringen af den første udfordring i den ottende sæson af det belgiske reality-show De Mol. [24]
- Et professionelt wrestling-træk, der blev innoveret af CIMA, blev opkaldt efter Meteora, da det var her, han havde friet til sin kone.
- Det eksterne design af niveauet "St. Francis 'Folly" i 1996-spillet Tomb Raider og dets genindspilning fra 2007 blev inspireret af de høje klostre i Meteora.